# Liste des chutes d'eau de Serbie
Cette liste des chutes d'eau de Serbie répertorie les chutes d'eau les plus significatives du territoire serbe. Certaines chutes sont devenues des sites touristiques, d'autres demeurent peu connues en raison de leur faible dénivelé. Jusqu'à la fin des années 1990, les plus hautes chutes connues mesuraient entre 25 et 30 mètres. Depuis, plusieurs ont été découvertes, dont certaines des plus hautes, au sud-est de la Serbie dans la région de Visok.

## Chute de Kopren
La chute de Kopren (en serbe cyrillique : Копрен водопад)  est la plus haute cascade en Serbie . Il est situé sur la montagne Stara Planina dans le sud- Serbie, dans la municipalité de Pirot . Hauteur Kopren est 103,5 mètres , et ce est l'altitude est 1820 mètres.

## Chute de Jelovarnik

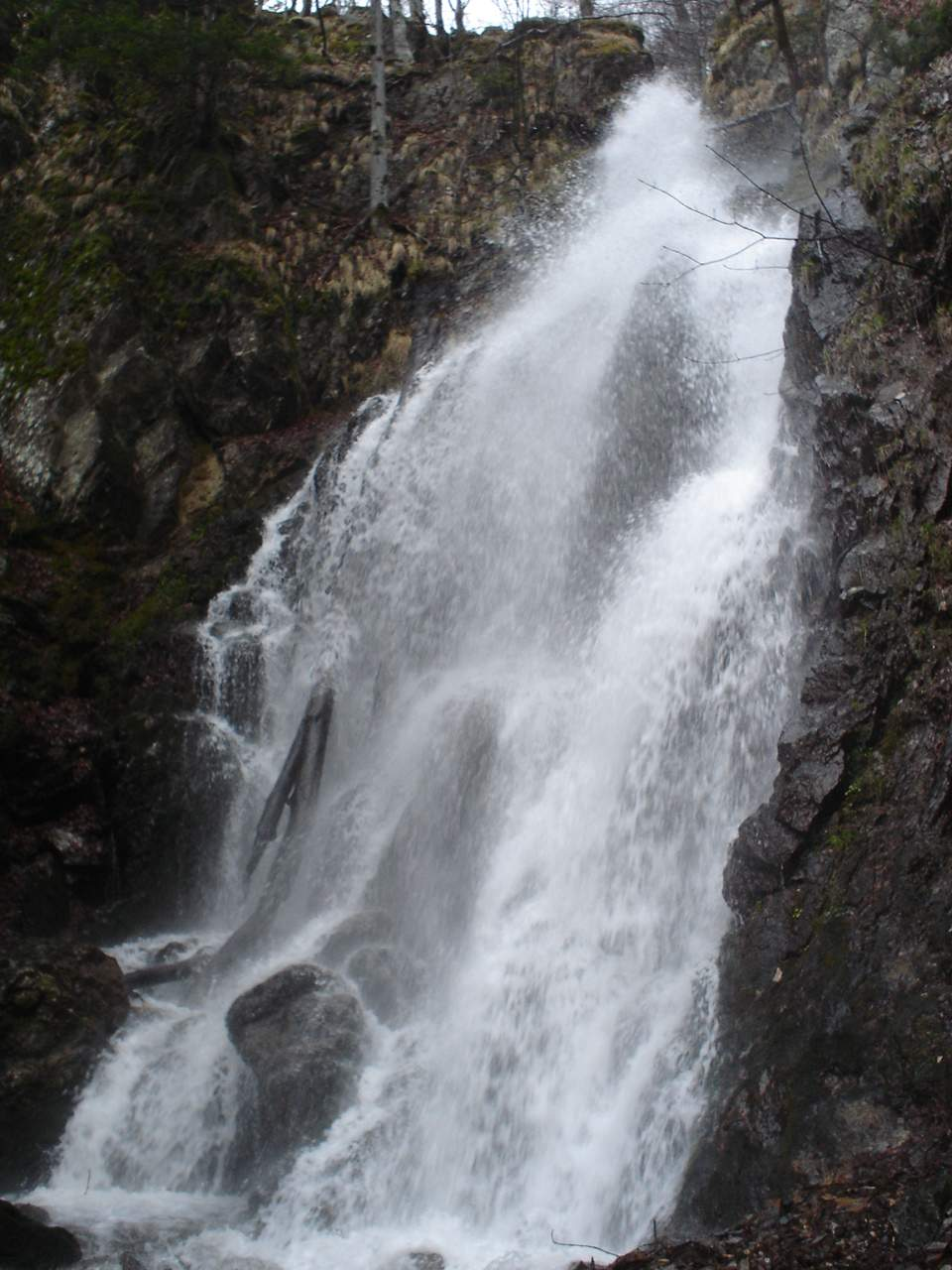
Chute de Jelovarnik.

La chute de Jelovarnik (en serbe cyrillique : Јеловарник водопад) le deuxième plus haut chute d'eau de Serbie. Elle se divise en trois cascades et cumule une hauteur totale comprise entre 71 et 80 mètres. Elle est située dans le parc national de Kopaonik dans les monts Kopaonik.

## Chute de Pilj
La chute de Pilj (en serbe cyrillique : Пиљски водопад), découverte en 2002 dans la région de Visok, est la  troisième plus haut chute d'eau de Serbie. Elle mesure entre 64, et 65,5 mètres.

## Chute de Čungulj
La chute de Čungulj (en serbe cyrillique : Чунгуљски водопад) fut découverte en 1996. Elle mesure 43 mètres et est située dans la région de Visok près du pic de Čungulj dans la chaîne du Grand Balkan. La chute est également connue sous le nom de "Čunguljski skok" signifiant "saut de Čungulj".

## Chute de Kurtulj
La chute de Kurtulj (en serbe cyrillique : Куртуљски водопад) se situe à proximité des deux chutes précédentes dans la région de Visok près du pic de Čungulj dans la chaîne du Grand Balkan. Elle mesure 27 mètres et est également connue sous le nom de "Kurtuljski skok" (saut de Kurtulj),.

## Chute de Lisine
La chute de Lisine, ou chute de Veliki Buk (en serbe cyrillique : Лисине водопад ou Велики Бук водопад) se situe sur le cours de la Resava dans l'est de la Serbie. Elle serpente dans une zone karstique et rejaillit dans le canyon de Sklop formant une chute d'eau de 25 mètres. Jusqu'en dans les années 1990, elle était considérée comme la plus grande chute d'eau de Serbie.

## Chute de Radavac
La chute de Radavac (en serbe cyrillique : Радавац водопад) mesure 25 mètres et se situe sur le cours du Drin Blanc lorsqu'il ressort de terre. En 1982, l'État yougoslave lança un programme de protection de la source et de la chute.

## Chute de Miruša
La chute de Miruša (en serbe cyrillique : Мируша водопад, en albanais : Mirusha) se situe sur la Miruša, un affluent du Drin Blanc, dans la région de Métochie au Kosovo. La rivière a creusé un canyon d'une dizaine de kilomètres et 13 petits lacs se déversant les uns dans les autres par un système de chutes et de cascades. La plus haute chute d'eau, située entre le sixième et le septième lac, a une hauteur de 22 mètres.

## Chutes de Sopotnica
Les chutes de Sopotnica (en serbe cyrillique : Радавац водопади) se situent dans le sud-ouest de la Serbie sur le cours de la Sopotnica près de la ville de Prijepolje. La hauteur totale des cascades qui les forment s'élève à un peu plus de 20 mètres. Le nom Sopotnica est dérivée du vieux mot slave "sopot" signifiant "source".

## Chute de Skakalo
La chute de Skakalo (en serbe cyrillique : Скакало водопад) est située dans l'ouest de la Serbie, sur le cours de la Manastirica près de la station de sports d'hiver de Divčibare sur le mont Maljen. Elle mesure 20 mètres,.

## Chutes d'Izubra
Les chutes d'Izubra (en serbe cyrillique : Изубра водопади) sont situées sur le cours de l'Izubra, un affluent de la Studenica, dans le sud-ouest de la Serbie. Elles se composent de trois cascades pour une hauteur totale de 20 mètres. Le nom "Izubra" provient de "zubr" qui signifie bison.

## Chute de Ripaljka
La chute de Ripaljka (en serbe cyrillique : Рипаљка водопад) est située dans le centre-est de la Serbie sur le cours de la Gradašnica près de la ville de Sokobanja. Elle mesure 17,5 mètres.

## Veliki Skakavac
La chute de Veliki Skakavac (en serbe cyrillique : Велики Скакавац водопад) se situe dans l'ouest de la Serbie sur le cours du Beli Rzav. Elle mesure 15 mètres. Elle est parfois confondue avec les chutes de Skakavac situées elles en Bosnie-Herzégovine.

## Chute de Tupavica
La chute de Tupavica (en serbe cyrillique : Тупавица водопад) mesure 15 mètres et est située dans la région de Visok près du village de Dojkince,.

## Chute de Perućac
La chute de Perućac (en serbe cyrillique : Перућац водопад) est située sur le cours de la Vrelo près de la ville de Bajina Bašta dans l'ouest de la Serbie. Ayant une hauteur de 8 mètres, la chute plonge dans la Drina. Le site est devenu une attraction touristique avec la construction d'un poste d'observation et d'un restaurant en contre-haut.